# Parafia św. Klemensa Dworzaka w Głogowie
Parafia św. Klemensa Dworzaka w Głogowie – parafia rzymskokatolicka, terytorialnie i administracyjnie należąca do diecezji zielonogórsko-gorzowskiej, do dekanatu Głogów – NMP Królowej Polski. W parafii posługują ojcowie redemptoryści. Według stanu na styczeń 2020 proboszczem parafii był o. Łukasz Wójcik. Zgodnie ze stanem na lipiec 2023 proboszczem parafii jest o. Arkadiusz Sojka